# Martouni (Haut-Karabagh)
Pour les articles homonymes, voir Martouni (homonymie).
Khojavend
Martouni (en arménien : Մարտունի) ou Khojavend (en azéri : Xocavənd) est la capitale de la région de Martouni au Haut-Karabagh ou la capitale du raion de Khojavend en Azerbaïdjan. Elle compte 5 400 habitants (est. 2010).